# خامه زده‌شده و لذت‌های دیگر
| بررسی انتقادی | بررسی انتقادی |
| منبع          | رتبه‌بندی      |
| ------------- | ------------- |
| آل‌میوزیک      | [ ۱ ]         |
| رکورد میرور   | [ ۲ ]         |

«خامه زده‌شده و لذت‌های دیگر» (انگلیسی: Whipped Cream & Other Delights) یک آلبوم موسیقی از هرب آلپرت و ارکستر سازهای بادی برنجی اوست که در سال ۱۹۶۵ منتشر شد. این آلبوم بیش از ۶ میلیون نسخه در ایالات متحده آمریکا فروش داشت و جلد آن به تنهایی، یک نماد فرهنگ پاپ کلاسیک در نظر گرفته می‌شود. بر روی جلد این آلبوم تصویری از مدل آمریکایی دولورس اریکسون دیده می‌شود که بدنش با یک توری سفید و کرم موبر سفید (شبیه خامه) آغشته شده‌است. این عکس در زمانی گرفته شده‌است که اریکسون سه‌ماهه باردار بود.

## جایگاه ترانه در جدول موسیقی
| سال  | جدول موسیقی | رتبه |
| ---- | ----------- | ---- |
| ۱۹۶۵ | بیلبورد ۲۰۰ | ۱    |
| ۱۹۶۶ | بیلبورد ۲۰۰ | ۱    |